# Dmytro Jarosj
Dmytro Jarosj (ukrainska: Дмитро Ярош), född 30 september 1971 i Dniprodzerzjynsk, är en tidigare ledare för Högra Sektorn. Detta var en ultranationalistisk grupp som bildades under demonstrationerna i Kiev 2013–2014. 
Efter att president Viktor Janukovytj avsatts i slutet av februari 2014 och sökte exil i Ryssland, utsågs Jarosj till det nationella säkerhetsrådets andreman. 
Jarosj var en av de mest tongivande ledarna under protesterna mot Janukovytj och Högra Sektorn var då en av de våldsammare grupperingerna. Jarosj efterlystes internationellt av Ryssland för uppvigling till terrorism och extremism. Brottsrubriceringen lyder ”offentliga uppmaningar till terroristaktiviteter och offentliga uppmaningar till extremism via massmedier”.
I december 2015 lämnade Jarosj Högra sektorn.
Jarosj stred som frivillig under första Tjetjenienkriget 1994–1996 mot Ryssland.